# Arahnoidalna cista
Arahnoidalna cista је urođena ili stečena „šupljina” u mozgu nastala od jedne od moždanih opni (arahnoidea), čija je unutrašnjost ispunjene tečnošću (najčešće likvorom). Niје povezane sa moždanim komorama, već samo sa arahnoideom.

## Etiolopatogeneza
Arahnoidalna cista je pretežno urođena ili razvojna anomalijama, mada se može javiti i u kasnijem periodu u životu, najčešće kao posledica:
- zapaljenja moždanica,[5]
- tumora,
- krvarenja u mozgu,[6][6]
- jatrogeno nakon nekih hirurških intervencija.

Najčešće je lokalizovana u srednjoj lobanjskoj jami (50-60%), češće sa leve strane i kod osoba muškog pola.
Arahnoidalne ciste se mogu razviti i u kičmenom kanalu, obično u njegovom grudnom predelu, i to u subduralnom ili epiduralnom prostoru, i tada se teško postavlja dijagnoza, jer su simptomi nespecifični, pa se ponekad slučajno otkriju u sklopu drugih ispitivanja.
Ako arahnoidalna cista vrši pritiska na moždane kanale kanale ili otvore između moždanih komora, i sprečava cirkulaciju likvora, moguća je pojava hidrocefalusa („vodena glava”).
Mogu se javiti i neki hormonski poremećaji, kao npr. prerani pubertet.

## Klinička slika
Znaci i simptomi ove razvojne ananomalije, koji zavise od lokalizacije ciste, javljaju se najčešće u periodu ranog detinjstva. Tipični klinički simptomi su:
- glavobolja,
- tinitus,[11]
- mučnina,
- povraćanje,
- konvulzije,
- retki fokalni neurološki znaci.[12]

## Dijagnoza
- CT imidžing

## Terapija
Većina arahnoidnih cista slučajno se pronađe i ostaje konstantne veličine, što navodi mnoge lekare da preporuče konzervativni tretman. 
Asimptomatske ciste
Kada nisu prisutni simptomi, možda neće biti potrebno lečenje, a pogođene osobe mogu se periodično nadgledati. 
Simptomatske ciste.
Ako se pojave simptomi, stanje cista se može ponovo proceniti i doneti odluka o daljem lečenju Kada je potrebno lečenje, specifična terapija koja se koristi zavisi od:
- prisutnosti simptoma,
- veličine ciste,
- specifičnosti lokalizacije ciste unutar lobanje.

U slučajevima kada se preporučuje lečenje, terapija se tradicionalno sastoji od jednog do dva postupka:
- otvorene kraniotomijske fenestracije,
- ventrikuloperitonealno ranžiranje.

Tokom kraniotomijske fenestracije, deo lobanje se uklanja kako bi se hirurgu omogućio pristup cisti, gde se u zidu ciste otvaraju višestruki otvori (fenestracije), kako bi se cerebrospinalnoj tečnosti omogućilo odvod u subarahnoidni prostor gde se tečnost ponovo vraća u okolno tkivo.. Alternativno, neki slučajevi se mogu lečiti hirurškim umetanjem uređaja (šanta) u cistu kako bi se obezbedila drenaža u ventrikularni sistem mozga ili u trbušnu šupljinu. Ovo će isprazniti cistu i obezbediti adekvatan prolaz za cirkulaciju cerebrospinalne tečnosti.
U novije vreme, napredak u minimalno invazivnoj operativnoj tehnici mozga i baze lobanje omogućio je razvoj endoskopske tehnike, koje se odlikuje:
- kraćim operativnim vremenom,
- manjim brojem komplikacija,
- odličnim ishodima,
- bržim oporavkom,
- ukupnim smanjenim morbiditetom pacijenta.

Iako pristup cisti varira u zavisnosti od njene veličine i lokacije, potpuno endoskopsko hirurško lečenje omogućilo je hirurgu superioran pristup bilo kroz fenestraciju, bilo u drugim slučajevima, i to kroz resekciju ciste bez komplikacija i rizika povezanih sa manipulacijom ili povlačenjem mozga . 
Spinalne arahnoidne ciste mogu se lečiti potpunim hirurškim uklanjanjem (resekcijom) ciste, ako je to moguće. Operacija generalno dovodi do rešavanja simptoma.
Ipak u nekim slučajevima nije moguće potpuno hirurško uklanjanje kičmene ciste. U takvim slučajevima može biti potrebna fenestracija ili ranžiranje ciste za odvođenje tečnosti.
Ostali tretmani su simptomatski i podržavaju hirurške.

## Literatura
- Zeng, L.; Feng, L.; Wang, J.;  . (август 2008). „Comparative study on two surgical procedures for middle cranial fossa arachnoid cysts”. J Huazhong Univ Sci Technolog Med Sci. 28 (4): 431—4. PMID 18704305. doi:10.1007/s11596-008-0412-2.. [Medline].
- Doherty D, Chudley AE, Coghlan G, Ishak GE, Innes AM, Lemire EG (јун 2012). „GPSM2 mutations cause the brain malformations and hearing loss in Chudley-McCullough syndrome”. Am J Hum Genet. 90 (6): 1088—93. PMC 3370271 . PMID 22578326. doi:10.1016/j.ajhg.2012.04.008.. [Medline].
- Gelabert-González M, Santín-Amo JM, Aran-Echabe E, García-Allut A. [Imaging diagnosis of arachnoid cysts]. Neurocirugia (Astur). 26  (6):  284-91. [Medline].
- Kollias, S. S.; Bernays, R. L. (јул 2001). „Interactive magnetic resonance imaging-guided management of intracranial cystic lesions by using an open magnetic resonance imaging system”. J Neurosurg. 95 (1): 15—23. PMID 11453390. doi:10.3171/jns.2001.95.1.0015.. [Medline].

## Spoljašnje veze
|  | Molimo Vas, obratite pažnju na važno upozorenje u vezi sa temama iz oblasti medicine (zdravlja). |